# Аннинська
А́ннинська (рос. Аннинская, башк. Аннинский) — присілок у складі Благовіщенського району Башкортостану, Росія. Входить до складу Старонадеждинської сільської ради.
Присілок Анненське був ліквідований 1981 року, однак знову відновлений 2005 року як Аннинськ, того ж року перейменовано в сучасну назву.

## Історія
Скасовано офіційно в 1981 році, згідно з Указом Президії Верховної Ради Української РСР від 14.09.1981 № 6-2/327 «Про виключення деяких населених пунктів з облікових даних по адміністративно-територіальним поділом Башкирської АРСР».
Офіційно знову утворена в 2005 році під назвою Аннинська (Закон «Про внесення змін до адміністративно-територіального устрію Республіки Башкортостан в зв'язку з утворенням, об'єднанням, скасуванням та зміною статусу населених пунктів, перенесенням адміністративних центрів» від 20 липня 2005 року, № 211-З (в ред.), ст. 1, п.3)).